# Токат
Тока́т (тур. Tokat, грец. Ευδοκιας) — місто та район у Туреччині, адміністративний центр провінції Токат.

## Історія
Заснований візантійським імператором Іраклієм після його перемоги над персами 628 року і названий на честь його сестри Євдокії. Однак тоді це місто не грало важливої ролі, значення мала лише місцева фортеця Дазімон; більш важливим було місто Комани Понтійські, що розташоване поруч. 1021 року Сенекерім Арцруни отримав Токат від візантійського імператора як феодального володіння. 1045 року завдяки династическому шлюбу Токат перейшов від Арцрунідів до Багратідів. З 1071 по 1175 рік цими місцями управляли туркмени Данішмендиди. З 1396 туркменський емірат Токат став частиною Османської імперії
У XIX столітті Токат був одним з найбільших турецьких міст в Азії. Через зростання сусіднього міста Сівас Токат поступово занепав.
1912 року у місті проживало 61 875 мусульман, 15 466 вірмен і 5757 греків. У місті розташовувані 4 вірменські церкви, 1 грецька православна й 1 синагога. Американські місіонери відкрили протестантську школу, а єзуїти католицьку.
Внаслідок гонінь на християнське населення під час Першої світової війни, частина християнського населення загинула, а інші змушені були переселитися до інших країн.

### Знамениті уродженці
- Іоанн Куркуас (бл. 900 — до 953) — державний та військовий діяч Візантійської імперії
- Нурі-Газі Осман-паша (1837—1900) — османський генерал, прославився під час оборони Плевни
- Симеон Саввідіс (1859—1927) — грецький художник, один з основних представників так званої «Мюнхенської школи» грецької живопису
- Угур Борал (*1982) — футболіст.